# رئیس‌جمهور یوگسلاوی
مقام رئیس جمهور سوسیالیستی فدرال یوگسلاوی از ۱۴ ژانویه ۱۹۵۳ تا ۴ مه ۱۹۸۰ مقامی بود که رئیس دولت یوگسلاوی را شامل می شد. یوسیپ بروز تیتو تنها فردی بود که این مقام را در دست داشت. تیتو همزمان رئیس اتحادیه کمونیست‌های یوگسلاوی نیز بود. تیتو در پایان به عنوان رئیس‌جمهور مادام‌العمر انتخاب شد و با مرگ وی در سال ۱۹۸۰ این مقام متوقف شد و پست جدید رئیس‌جمهور جمهوری فدرال یوگسلاوی جایگزین آن شد.
قانون اساسی سال ۱۹۴۶ دولت یوگسلاوی را به ریاست رئیس جمهور (که معمولاً به عنوان نخست وزیر شناخته می شود) به عنوان بالاترین مقام اداری در این کشور تعریف کرد. تیتو در تمام مدت تا تصویب قانون اساسی ۱۹۵۳ به عنوان نخست وزیر خدمت کرد. این قانون، یوگسلاوی را به عنوان یک جمهوری سوسیالیستی اعلام می کرد و تمام ارجاعات قبلی به دولت، وزارتخانه ها و غیره را حذف کرد  رئیس جمهور قرار بود به عنوان رئیس دولت خدمت کند و همچنین ریاست FEC را بر عهده داشت، هیئتی متشکل از ۳۰ تا ۴۰ عضو، که برخی از آنها به عنوان منشی فدرال انتخاب می شدند. تیتو در ۱۴ ژانویه ۱۹۵۳ از سمت نخست وزیری به ریاست جمهوری منتقل شد و متعاقباً در ۲۹ ژانویه ۱۹۵۴ و ۱۹ آوریل ۱۹۵۸ مجدداً انتخاب شد.
قانون اساسی ۱۹۶۳ به طور خاص به تیتو تعداد نامحدودی دوره داد. همچنین پست جدیدی برای رئیس شورای اجرایی فدرال تعیین کرد که به جای رئیس جمهور، ریاست آن نهاد را بر عهده خواهد داشت. تیتو همچنان می‌توانست شورای اجرایی فدرال را تشکیل دهد، رئیس دولت و فرمانده کل ارتش خلق یوگسلاوی باقی ماند و همزمان به عنوان رئیس حزب کمونیست خدمت می‌کرد. او مجدداً در سال ۱۹۶۳ و ۱۹۶۸ توسط مجمع فدرال بر اساس این سیستم انتخاب شد.
اصلاحات قانون اساسی در سال ۱۹۷۱ یک ریاست جدید متشکل از نمایندگان جمهوری ایجاد کرد که هنوز توسط رئیس جمهور اداره می شود. قانون اساسی ۱۹۷۴ به تیتوی ۸۲ ساله در آن زمان یک اختیار نامحدود داد و او را رئیس جمهور مادام العمر انتخاب کرد. همچنین یک پست چرخشی جدید برای رئیس جمهور ایجاد کرد که در صورت مرگ تیتو اجرایی می شود. معاون ریاست جمهوری در این مورد جانشین وی خواهد شد. در ۴ مه ۱۹۸۰ زمانی که لازار کولیسفسکی پس از مرگ تیتو نخستین رئیس جمهور جمهوری یوگسلاوی شد.

## فهرست روسای جمهور سوسیالیست فدرال یوگسلاوی
اتحادیه کمونیست‌های یوگسلاوی (SKJ)
| ر. | تصویر           | رئیس‌جمهور                          | آغاز تصدی      | پایان تصدی  | طول دوران       | حزب                         |
| -- | --------------- | ---------------------------------- | -------------- | ----------- | --------------- | --------------------------- |
| ۱  | یوسیپ بروز تیتو | مارشال یوسیپ بروز تیتو (۱۹۸۰–۱۸۹۲) | ۱۴ ژانویه ۱۹۵۳ | ۴ مه ۱۹۸۰ † | ۲۷ سال، ۱۱۱ روز | اتحادیه کمونیست‌های یوگسلاوی |